# ¡Vampiros en La Habana!
¡Vampiros en La Habana! és el segon llargmetratge animat de Juan Padrón (creador d'Elpidio Valdés). va ser coproduïda el 1985, per l'Instituto Cubano de Arte e Industria Cinematográfico, Radio Televisión Española i Durniock Produccions. El 4 de febrer de 2009, va ocupar el lloc no. 50 en la primera enquesta mundial sobre els 100 millors títols del cinema iberoamericà, realitzada per Noticine.com -un portal dedicat a la informació de cinema-, a més de ser l'única pel·lícula animada de la llista.
La pel·lícula tracta d'una conspiració per part de les dues bandes organitzades de vampirs ("Capa Nostra" als Estats Units i "Grupo Vampiro" a Europa) per apoderar-se d'una fórmula que els permet resistir el sol.

## Trama
La introducció relata que el 1870 els vampirs formaren dos grups principals: el primer és el dels vampirs immigrants que es reuneixen a Chicago amb el nom "Capa Nostra", el president del qual és Johnny Terrori; el segon, a Europa, amb seu en Düsseldorf, es reuneix sota el nom "Grup Vampir", i elegeixen com a president el llegendari Comte Dràcula. Un dels fills d'aquest, el científic Werner Amadeus Von Dracula, treballa a fer una fórmula que permeti als vampirs resistir la llum solar, en trobar el que semblés ser la solució. el seu pare s'ofereix a provar-la ell mateix, mes la fórmula no funciona i Dracula mor.
Ridiculitzat, Von Dracula es veu en l'obligació d'anar-se'n, i arriba a Cuba amb el seu nebot Joseph Amadeus Von Dracula, on continua treballant en la seva fórmula. Després d'experimentar amb el seu nebot, Von Dracula aconsegueix, el 1933, una fórmula que funciona, i que decideix compartir-la amb el Grup Vampir perquè aquests la distribueixin gratuïtament. Tanmateix en assabentar-se de la fórmula, els europeus decideixen apoderar-se d'ella per comercialitzar-la amb el nom de "Vampisol". Johnny Terrori, per la seva part, s'assabenta d'això i decideix destruir la fórmula per poder continuar mantenint el monopoli de platges artificials per a vampirs, i viatja a Cuba amb aquesta finalitat. Alhora, a Cuba, Joseph o "Pepito", unit amb amics seus, lluitava contra Gerardo Machado.
Werner Amadeus està assassinat pels gangsters de Terrori, Pepito aconsegueix escapar portant amb ell mateix la fórmula, i les dues bandes de vampirs el persegueixen, a més de la policia que el perseguia per l'oposició a Machado. Al final Terrori comprova que una bala comuna, no una bala de plata, ha danyat Pepito, i conclou, per tant, que la fórmula fa que els vampirs deixin de ser tals. Donada la situació, Terrori es prepara per anar-se'n de tornada a Chicago, però Al Tapone apareix davant ell per cobrar-li per un assumpte de negocis.
Com que no pot pagar-li, els homes de Tapone claven una estaca a Terrori, mentre els europeus, en possessió de la fórmula, li proposen a aquest fer-hi negocis. Tapone accepta, mes Pepito, que se sap la fórmula de memòria, aprofita la transmissió per ràdio que s'està efectuant en aquell moment per transmetre-la a tots els vampirs del món, invalidant llavors qualsevol intent de negociar amb ella. Els europeus, arruïnats, es lamenten mentre Tapone se'n va.
En l'última escena Pepito està donant un recital de trompeta mentre la seva esposa Lola i el seu fill vampir el miren. L'escena acaba amb un narrador dient que ara tots els vampirs poden gaudir del sol gràcies a Pepito.

## Premis
- Tercer Premi Coral, Vii Festival Internacional del Nuevo Cine Latinoamericano, L'Havana, Cuba.[2]
- Diploma d'Honor, IX Festival Internacional de Cine, Quito, Equador.[2] (1986)
- Medalla George Brassans del Festival Cinematogràfic de la Casa de la Cultura de Laognan, I Festival de la Cultura Cubana, França.[2] (1986)
- Seleccionada entre les 30 millors pel·lícules d'animació pel Consejo Cultural del Instituto de Cine.[2] (1989)